# 尚弗雷蒙
尚弗雷蒙（法語：Champfrémont，法語發音：[ʃɑ̃fʁemɔ̃]）是法国马耶讷省的一个市镇，属于马耶讷区。

## 地理
尚弗雷蒙（48°25'37"N, 0°5'28"W）面积13.13 平方千米，位于法国卢瓦尔河地区大区马耶讷省，该省份为法国西北部内陆省份，北起芒什省和奧恩省，西接伊勒-维莱讷省，南至曼恩-卢瓦尔省，东临萨尔特省。
与尚弗雷蒙接壤的市镇（或旧市镇、城区）包括：布莱莱西夫、普雷昂帕伊-圣桑松、拉维尼、圣皮埃尔德尼、冈德兰、拉拉塞勒。

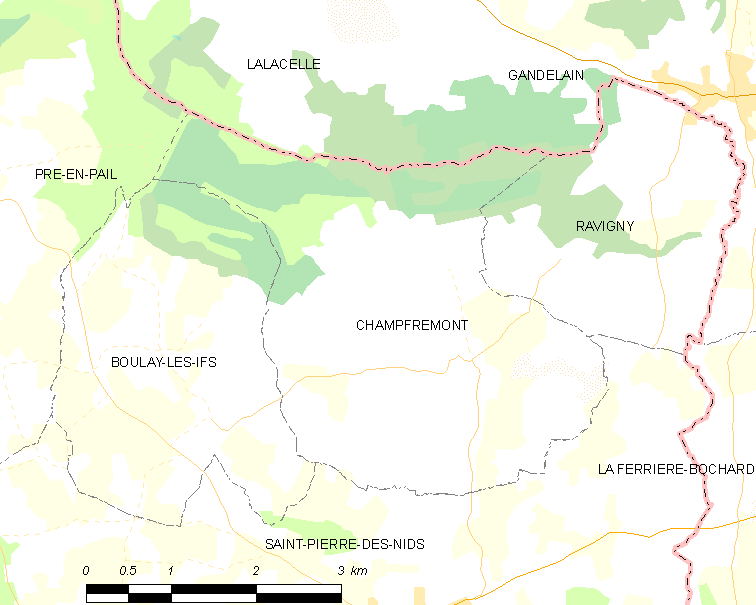
尚弗雷蒙的OSM定位图

尚弗雷蒙的时区为UTC+01:00、UTC+02:00（夏令时）。

## 行政
尚弗雷蒙的邮政编码为53370，INSEE市镇编码为53052。

## 政治
尚弗雷蒙所属的省级选区为维莱讷拉瑞埃勒县。

## 人口

1962-2008年间尚弗雷蒙人口变化图示

尚弗雷蒙于2022年1月1日时的人口数量为282人。